# Нещерда
Нещерда, Ушця — річка в Білорусі у Россонському районі Вітебської області. Права притока річки Дриси (басейн Західної Двіни).

## Опис
Довжина річки 21 км, похил річки 1 м/км, площа басейну водозбору 346 км². Формується притокою та безіменними струмками.

## Розташування
Бере початок із озера Нещедро. Тече переважно на південний захід через села Поріччя, Даугабор'є і на південно-східній стороні від села Прибутки впадає в річку Дрису, ліву притоку річки Західної Двіни.

## Цікаві факти
- Річка тече поміж озерами Глибочено, Валуйське, Уст'є та Россомачинське[3].